# Walter Carlos’ Clockwork Orange
Walter Carlos’ Clockwork Orange (в переиздании Wendy Carlos’s Clockwork Orange) — студийный альбом американского композитора Венди Карлос, выпущенный под её настоящим именем Уолтер Карлос в 1972 году лейблом Columbia Records. Альбом содержит неиспользованные и полные версии композиций Карлос для фильма «Заводной апельсин» Стэнли Кубрика 1971 года, которые не вошли в официальный саундтрек, выпущенный тремя месяцами ранее.

## Отзывы
| Оценки критиков | Оценки критиков |
| Источник        | Оценка          |
| --------------- | --------------- |
| AllMusic        | [ 3 ]           |

В своей рецензии для AllMusic Джон Буш отметил, что альбом в основном состоит из приторных синтезаторных версий известных классических произведений, похожих на предыдущие работы Карлос. Тем не менее, альбом стоит послушать хотя бы ради «Timesteps» — лучшей музыкальной композиции в саундтреке и одной из самых известных в ранней истории электронной музыки.

## Список композиций
Оригинальное издание
1. «Timesteps» — 13:50
2. «March from A Clockwork Orange (Beethoven: Ninth Symphony: Fourth Movement, Abridged)» — 7:00 — на основе хоральной части Девятой симфонии Бетховена.
3. «Title Music from A Clockwork Orange (From Purcell’s «Music for the Funeral of Queen Mary»)» — 2:21 — на основе музыки для похорон королевы Марии Пёрселла.
4. «La gazza ladra (The Thieving Magpie, Abridged)» — 5:50 — из оперы «Сорока-воровка» Россини.
5. «Theme from A Clockwork Orange (Beethoviana)» — 1:44
6. «Ninth Symphony: Second Movement (Scherzo)» — 4:52 — на основе скерцо Бетховена.
7. «William Tell Overture (Abridged)» — 1:17 — на основе увертюры к опере «Вильгельм Телль» Россини.
8. «Country Lane» — 4:43

Переиздание 1998 года
1. «Timesteps» — 13:50
2. «March from A Clockwork Orange» — 7:00
3. «Title Music from A Clockwork Orange» — 2:21
4. «La gazza ladra (The Thieving Magpie)» — 5:50
5. «Theme from A Clockwork Orange (Beethoviana)» — 1:44
6. «Ninth Symphony: Second Movement (Scherzo)» — 4:52
7. «William Tell Overture» — 1:17
8. «Orange Minuet» — 2:35
9. «Biblical Daydreams» — 2:06
10. «Country Lane» — 4:43